# Abraham Vandenhoeck

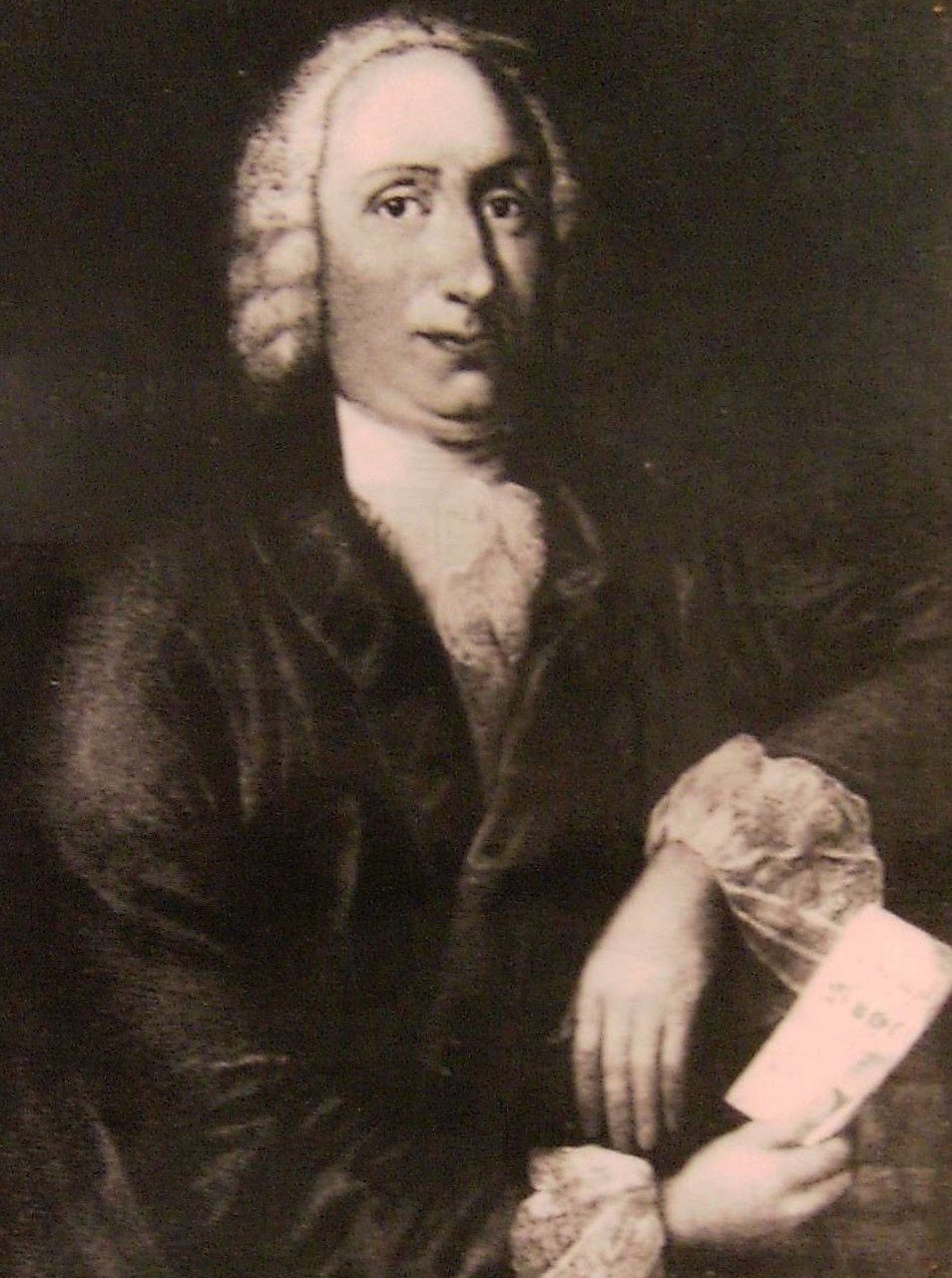
Abraham Vandenhoeck

Abraham Vandenhoeck (* um 1700 in Den Haag; † Anfang August 1750 in Göttingen) war ein Verleger und Buchhändler. Im Jahr 1735 gründete er den Göttinger Vandenhoeck-Verlag (heute: Vandenhoeck & Ruprecht).

## Leben und Werk
Im Alter von etwa zwanzig Jahren gründete Vandenhoeck eine Druckerei und Buchhandlung in London, 1732 auch in Hamburg. Knapp drei Jahre später erhielt er eine Einladung nach Göttingen, wo er den noch heute bestehenden Verlag gründete.

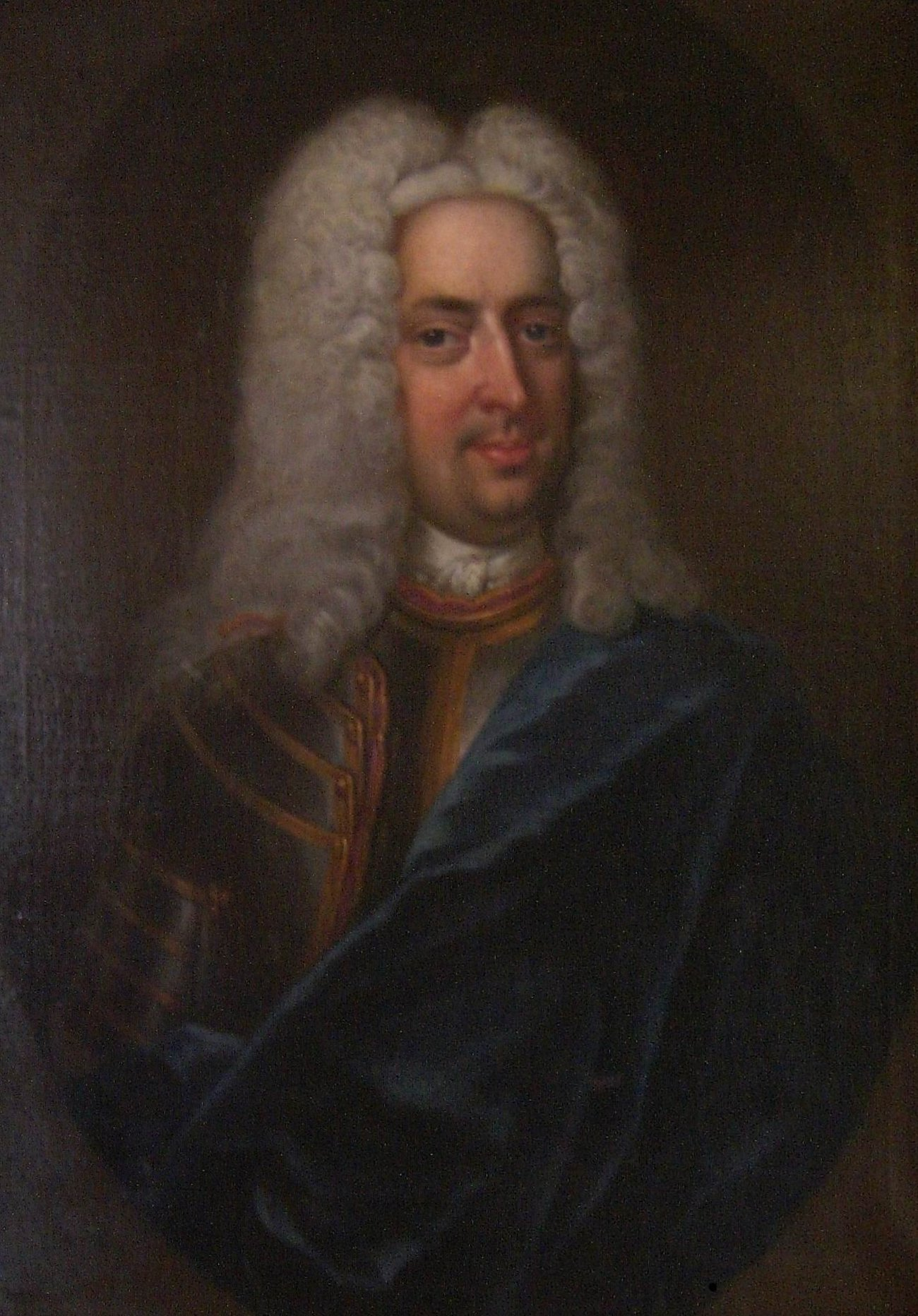
Münchhausen holte Vandenhoeck nach Göttingen

Die Unternehmensgründung stand in engem Zusammenhang mit der Gründung der Göttinger Universität. Nachdem am 14. Oktober 1734 die erste provisorische Vorlesung gehalten wurde, war schon bald klar, dass die kleine Göttinger Ratsdruckerei den Erfordernissen des Universitätsbetriebes nicht gewachsen sein würde. Die mit verschiedenen Druckern aufgenommenen Verhandlungen verliefen zunächst ergebnislos. Am 24. Dezember drängte der hannoversche Minister und erste Kurator der Göttinger Universität, Gerlach Adolph Freiherr von Münchhausen, Professor Georg Christian Gebauer (1690–1773), den späteren ersten Rektor der Universität, zum Handeln: „Den Gedanken wegen eines Buchhändlers bitte ich zu mehrerer maturitaet zu befördern.“
Da die niederländischen Buchdrucker damals als die besten galten, hatte Münchhausen bereits nach Hamburg geschrieben „ob daselbst sich ein Mann namens Abraham van Hoeck aufhalte, der ein Buchdrucker oder Buchführer sey und im vorigen Jahre die Poemata Sapphûs graece et latine herausgegeben habe.“ In der Antwort hieß es: „Es soll derselbe kein Buchdrucker, sondern ein Buchhändler seyn, hat aber eine Buchdruckery aus Engelland mit hergebracht … Ist 34 Jahre alt und die Nahrung ist wohl nur schlecht“.
Daraufhin wurde Vandenhoeck unter Erstattung der Reisekosten nach Göttingen eingeladen und erhielt am 13. Februar 1735 schließlich das Privileg eines Universitätsbuchdruckers und -händlers. Die Vertragsverhandlungen hatte er so geschickt geführt, dass Münchhausen nach Göttingen schrieb: „Inmittelst sind die conditiones, welche wir dem van den Hoeck machen, zu cachiren, damit sie nicht kund werden, und andere Leuthe auf gleiche postulate zu bringen veranlassen.“
Vandenhoeck brachte zwei Druckerpressen nach Göttingen mit und arbeitete 1740 mit drei Setzern und zwei Druckern. Nach einer aus dem Jahr 1744 überlieferten Vermögensaufstellung besaß er zu jener Zeit insgesamt 80 Schriftkästen, was für eine damalige Druckerei eine solide Ausstattung bedeutete.
Über Vandenhoecks Führung des Unternehmens berichtete der Göttinger Orientalist Johann David Michaelis in einem an Münchhausen adressierten Brief Ende 1749: „Von Vandenhoeck glaube ich, daß er sich noch weiter hilft, denn Buchladen und Kredit hat sich merklich gebessert, ob er gleich in der Wählung seiner Verlagsbücher eigene principias und einen stärkeren gout für Übersetzungen und Romane hat, als der Universität gut ist. Allein der Geschmack eines Buchführers läßt sich durch keine Vorstellung ändern.“ Tatsächlich war es aber wohl eher die Aussicht auf ertragreiche Geschäfte, die Vandenhoeck in jener Zeit bewogen, auch Romane in sein Verlagsprogramm aufzunehmen, denn diese versprachen schon damals einen schnelleren Gewinn als wissenschaftliche Buchproduktionen.
Vandenhoeck verlegte unter anderem Werke von Johann Matthias Gesner, Albrecht von Haller und Johann Andreas von Segner. Zu Haller entwickelte Vandenhoeck eine besonders enge Beziehung. Der aus der Schweiz stammende und – ebenso wie Vandenhoeck – dem reformierten Glauben anhängende Gelehrte belegte einen so großen Anteil an der Gesamtproduktion des Verlages, dass Vandenhoeck beschuldigt wurde, er arbeite ausschließlich für Haller.
Nach Vandenhoecks Tod Anfang August 1750 wurde der Verlag zunächst alleine von seiner Witwe Anna geb. Perry (* 24. Mai 1709 in London; † 6. März 1787 in Göttingen), später dann gemeinsam mit Carl Friedrich Günther Ruprecht (* 6. Januar 1730 in Schleusingen bei Suhl; † 17. Mai 1816 in Göttingen) weitergeführt und entwickelte sich zu einem der bedeutendsten deutschen wissenschaftlichen Verlage des 18. Jahrhunderts.